# Laguna Blanca (Chile)
Laguna Blanca ist eine kleine Gemeinde in der chilenischen Provinz Magallanes. Nördlich von ihr liegt Argentinien, östlich befindet sich die Kommune San Gregorio, im Süden grenzt sie an Punta Arenas und westlich der Gemeinde liegen die Kommunen Río Verde und Natales. Auffällig ist der extrem hohe Männerüberschuss, laut Zensus 2002 kamen auf 563 Männer nur 100 Frauen. Verwaltungssitz ist Villa Tehuelches.